# Turystyka w Zjednoczonych Emiratach Arabskich
Turystyka w Zjednoczonych Emiratach Arabskich – jedna z gałęzi gospodarki Zjednoczonych Emiratów Arabskich. Stanowi 11,6% krajowego PKB. W Zjednoczonych Emiratach Arabskich znajduje się jeden obiekt z listy światowego dziedzictwa UNESCO.

## Podstawowe dane
Zjednoczone Emiraty Arabskie są państwem położonym na Bliskim Wschodzie. Graniczy ono z Omanem i Arabią Saudyjską. Jest to państwo nizinne, którego średnia wysokość wynosi 149 m, a najwyższym szczytem jest Dżabal Jibir o wysokości 1527 m n.p.m. Od zachodu państwo ma dostęp do Zatoki Perskiej, natomiast od wschodu – do Zatoki Omańskiej. Jest to kraj równinny. Niziny i pasma górskie są w większości pokryte pustynią, natomiast wybrzeża są płaskie i często zasolone oraz piaszczyste. Na wschodzie rozciąga się pasmo górskie Al-Hadżar. Od 1996 roku Zjednoczone Emiraty Arabskie są członkiem Światowej Organizacji Turystyki. Głównym ośrodkiem turystycznym jest Dubaj z plażą Dżumejra oraz rafami koralowymi.

## Przyroda i klimat
Według danych za 2020 rok, 4,5% powierzchni kraju stanowiły lasy. Klimat państwa jest gorący i suchy. Roślinność jest skąpa, a fauna ogranicza się głównie do gatunków pustynnych. W oazach rosną palmy daktylowe. Zdarzają się także burze piaskowe.

## Zabytki

Burdż Chalifa

Wielki Meczet Szejka Zajida

W Zjednoczonych Emiratach Arabskich znajduje się jeden obiekt z listy światowego dziedzictwa UNESCO – obiekty kulturowe w Al-Ajn. Do głównych atrakcji kraju zaliczają się również Burdż Chalifa – najwyższy budynek na świecie, Burdż al-Arab, Targ Złota, zabytkowa dzielnica Al-Fahidi w Dubaju, Wielki Meczet Szejka Zajida, pałac Qasr al-Watan oraz fort Qasr al-Hosn w Abu Zabi. Wśród muzeów można wymienić Muzeum Cywilizacji Islamskiej w Szardży oraz Luwr Abu Zabi. W 2017 roku na terytorium państwa działało 47 muzeów.

## Turystyka aktywna

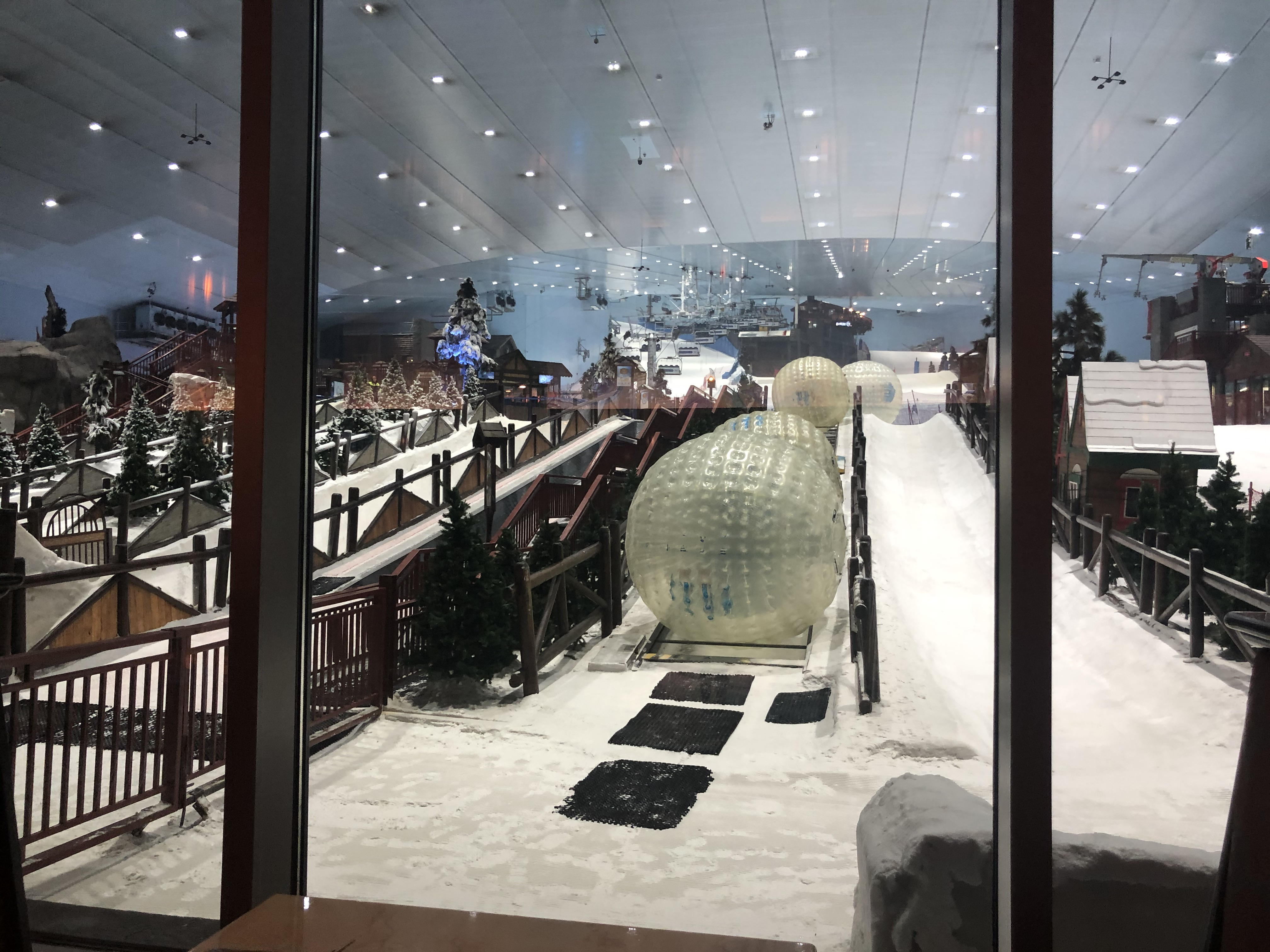
Ski Dubai

W 2005 roku w centrum handlowym Mul al-Imarat został otwarty ośrodek narciarski Ski Dubai. Planowane jest otwarcie kilku innych ośrodków narciarskich na terenie kraju.
Dubaj jest również celem turystycznym dla żeglarzy, surferów, wędkarzy i golfistów. Popularne są także wycieczki na wielbłądach, przejażdżki po wydmach oraz narciarstwo piaskowe. W Zjednoczonych Emiratach Arabskich znajdują się także liczne parki rozrywki.

## Turystyka zakupowa

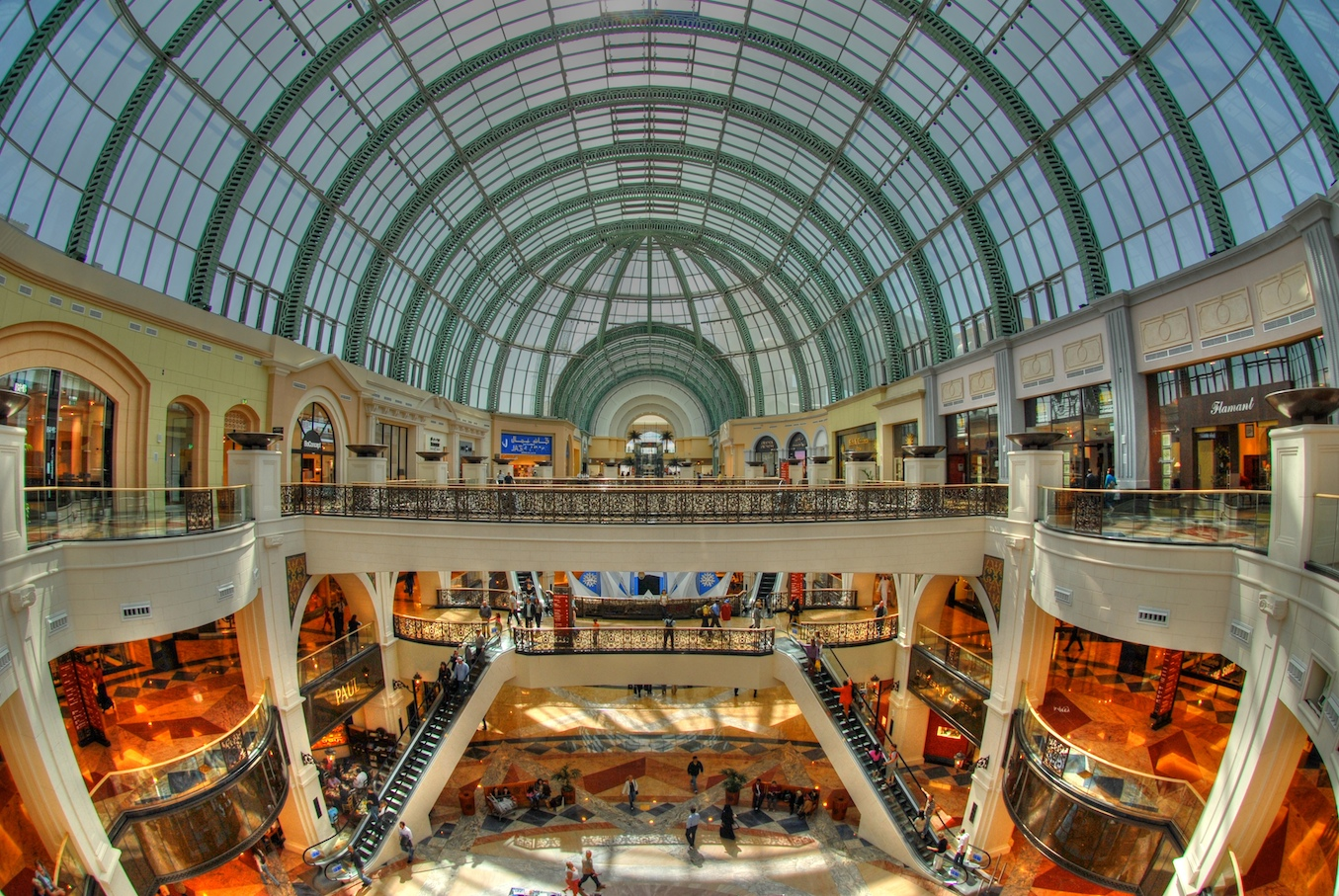
Centrum handlowe Mall of the Emirates

Jednymi z najczęściej odwiedzanych miejsc w Dubaju są centra handlowe. Od 1996 roku odbywa się tam także festiwal zakupów.

## Baza noclegowa i odwiedzający
W 2022 roku w ZEA znajdowało się 1198 hoteli, które dysponowały ponad 200 tys. pokoi. W 2019 roku państwo odwiedziło 22,62 mln turystów, z czego dla 16,73 mln celem podróży był Dubaj. W porównaniu z 2018 rokiem, miasto to odwiedziło 5,1% więcej osób i stało się ono czwartym pod względem liczby turystów miastem na świecie. Łączne przychody z turystyki wyniosły w 2019 roku 180,4 mld dirhamów, co stanowiło 11,6% PKB. W 2020 roku, ze względu na pandemię COVID-19, wskaźnik ten spadł do 5,4%.

## Transport
W państwie znajduje się kilka międzynarodowych portów lotniczych. Najważniejszym jest port lotniczy Dubaj, ponadto do dyspozycji pasażerów pozostają m.in. port lotniczy Abu Zabi, port lotniczy Ras al-Chajma, port lotniczy Dubaj-Al Maktoum, port lotniczy Fudżajra, port lotniczy Szardża oraz port lotniczy Al-Ajn.
Sieć dróg federalnych wynosi 710 km; wszystkie są oświetlone lampami energooszczędnymi.
W Dubaju funkcjonuje metro, miasto to dysponuje także siecią tramwajową. Kolejny system metra planowany jest w Abu Zabi. Pomiędzy emiratami, jak i wewnątrz nich, kursują również autobusy.

## Polityka wizowa i promocja turystyki

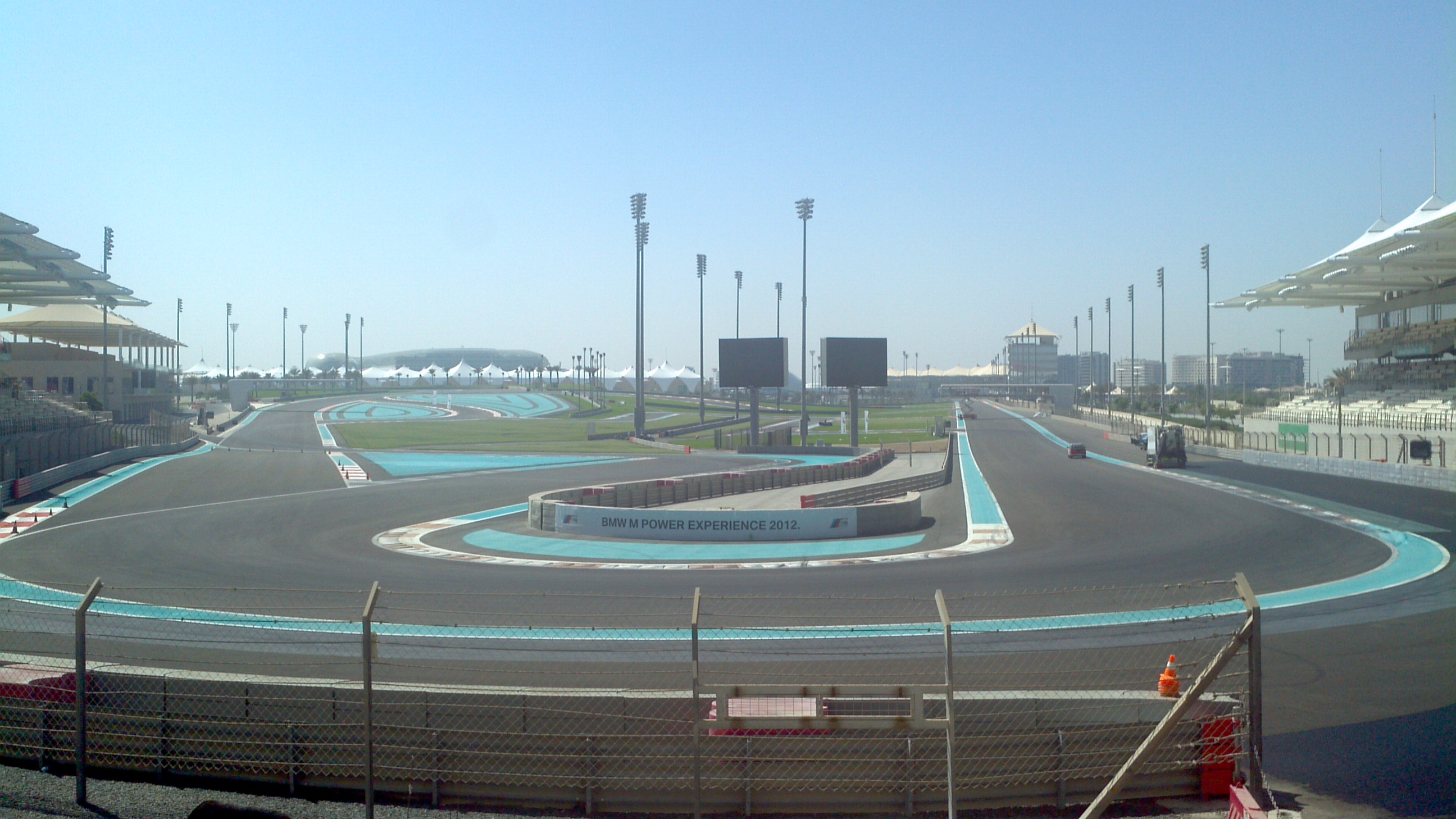
Tor Yas Marina, na którym odbywa się Grand Prix Abu Zabi Formuły 1

Bezwizowym wjazdem do ZEA objęci są obywatele państw należących do Rady Współpracy Zatoki Perskiej. Ponadto, Zjednoczone Emiraty Arabskie wydają wizy po przyjeździe dla obywateli następujących państw:
- do 180 dni – Meksyk
- do 90 dni – państwa członkowskie Unii Europejskiej (z wyjątkiem Irlandii), Argentyna, Bahamy, Barbados, Brazylia, Chile, Czarnogóra, Honduras, Islandia, Kiribati, Kolumbia, Korea Południowa, Kostaryka, Liechtenstein, Malediwy, Nauru, Norwegia, Paragwaj, Peru, Rosja, Saint Vincent i Grenadyny, Salwador, San Marino, Serbia, Seszele, Szwajcaria, Urugwaj, Wyspy Salomona
- do 30 dni – Andora, Australia, Brunei, Chiny (w tym Hongkong i Makau), Irlandia, Japonia, Kanada, Kazachstan, Malezja, Mauritius, Monako, Nowa Zelandia, Singapur, Stany Zjednoczone, Ukraina, Watykan, Wielka Brytania

Od 2009 roku w Zjednoczonych Emiratach Arabskich odbywa się Grand Prix Abu Zabi Formuły 1.